# 火星殖民
火星殖民指人類在火星建立永久定居點的設想。

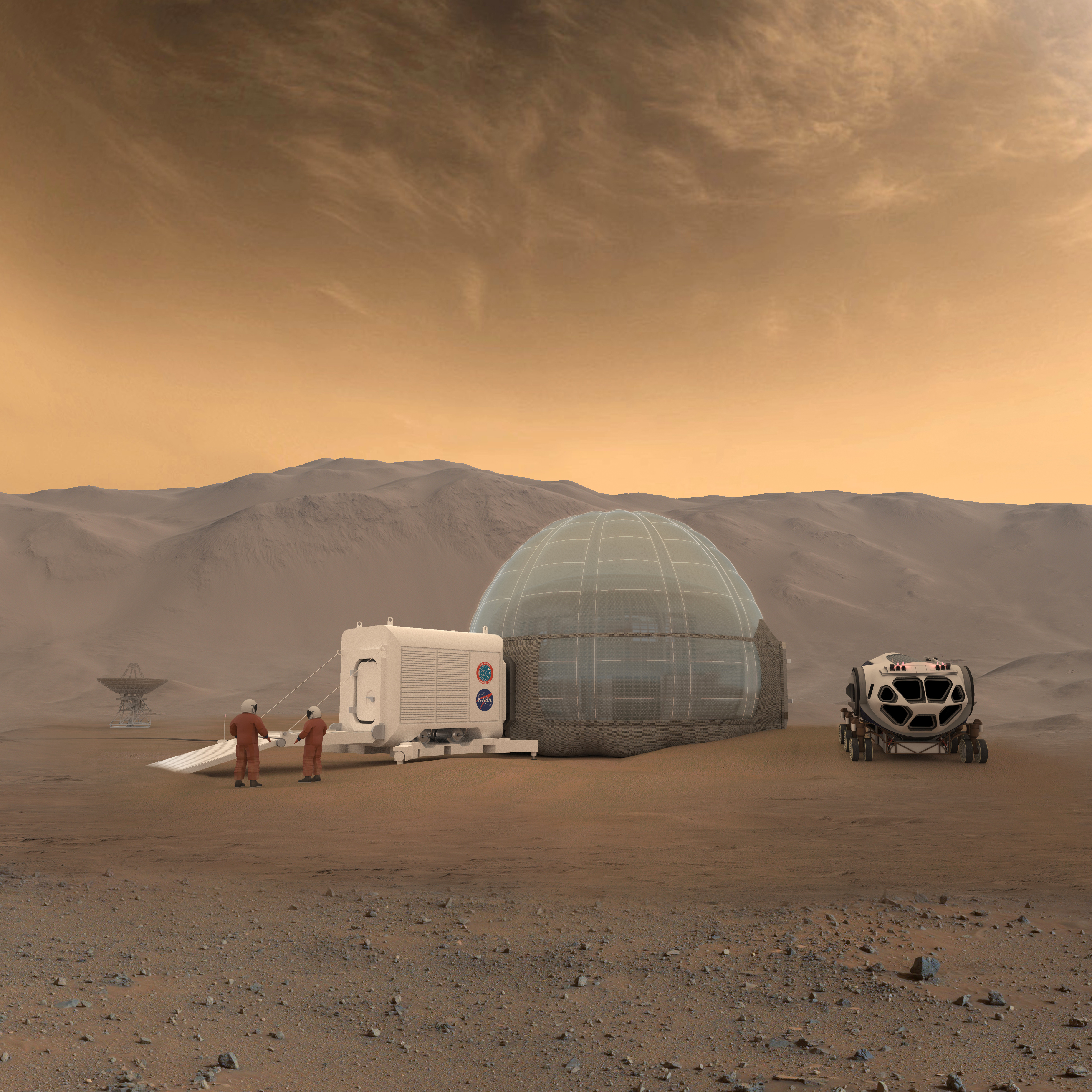

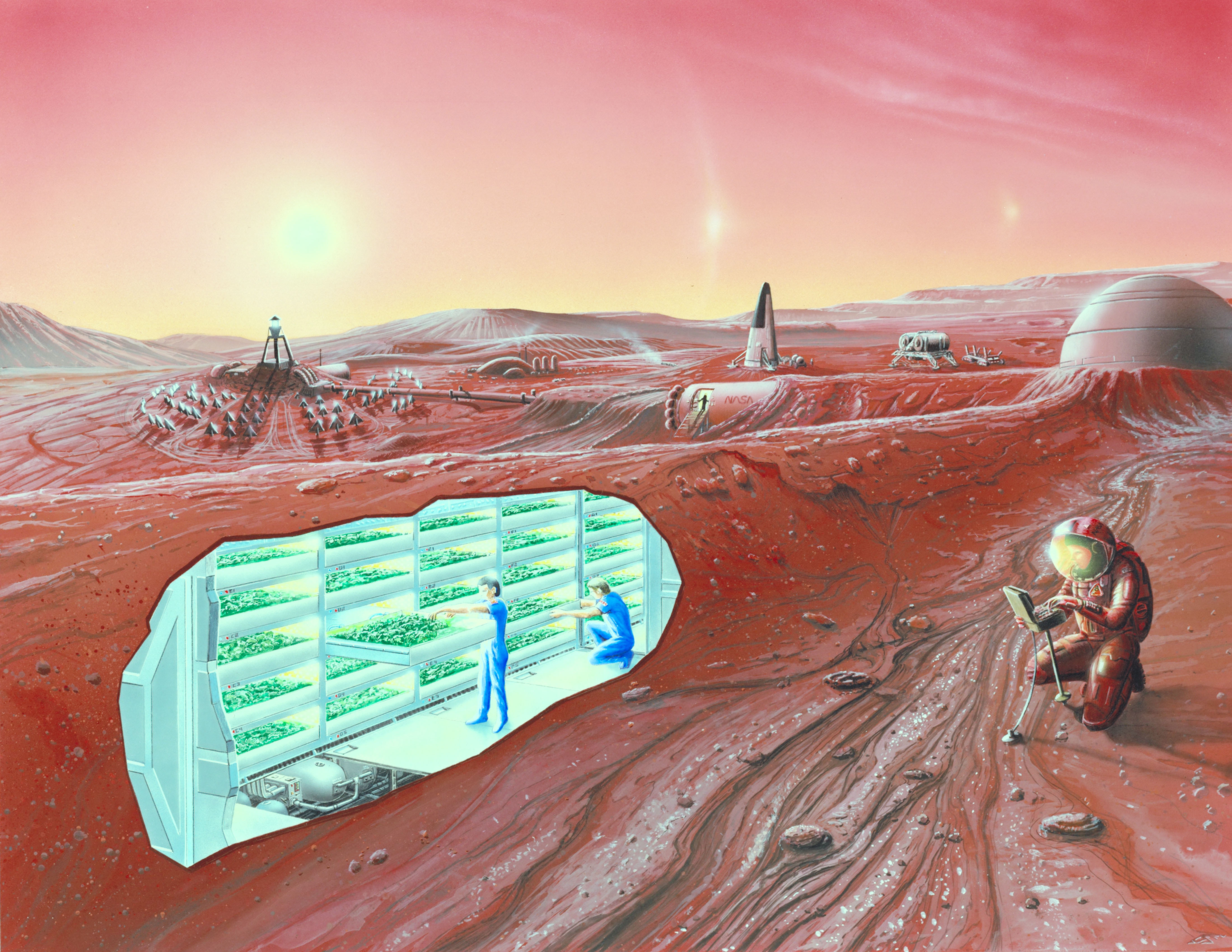
人类火星基地概念图，可以从剖视图中看到室内种植区。

火星是太陽系內，除地球外，最適宜人類居住的行星，所以火星是學術研究的焦點和外星殖民的候選地之一。
人類在外星居住是科幻作品最為流行的設定之一。隨著科技進步，外星殖民已是可以實現的設想。
現時，研究火星定居計劃的公營政府航太機構包括NASA，ESA，CNSA，俄羅斯航太和ISRO，以及私營太空公司包括SpaceX，洛克希德·馬丁和波音等。

## 火星與地球的相似
雖然金星在成分、體積和重力方面比較接近地球，但是對外星殖民而言，火星的環境更加適合地球生命移居。
- 火星一日的時間與地球一日的時間十分接近。火星的太陽日時長24小時39分35.244秒（參見火星時）。
- 火星表面面積相当于地球表面面积的28.4%，稍微小於地球陸地面积（佔地球表面面積的29.2%）。火星直徑只有地球的一半，所以体积更小，平均密度也更低。
- 火星的轉軸傾角為25.19°，與地球的23.44°較為接近，因此火星季節與地球相似。但是，火星的1年相等於地球的1.88年，因而火星上各季節的長度，比地球长将近一倍。火星北方上空並不是小熊座，而是天鵝座。
- 火星有大氣層，但非常稀薄，仅相当于地球大氣層的0.7%，因此，火星大氣層只可以抵擋部份的太陽輻射和宇宙線。然而，稀薄的大氣層已足夠讓宇宙船进行大氣制動及飛行（Aerobraking）。
- NASA的火星探測漫遊者、鳳凰號火星探测器和ESA的火星快車號最近在火星进行过观测活动，证实火星蕴藏冻结的水。
- NASA的好奇號和毅力號在火星地面進行勘探，發現火星地底泥土水份比地表多，對火星存在地下水的假設提供有力支持。

## 火星与地球的差异
- 大部分地球上的动植物都不可以在火星的极端环境生存，只有部分微生物和地衣在模擬的火星環境下可以短暫生存。[3]
- 火星地表重力（Surface gravity）只有地球重力的38%， 而目前人類對重力相關的健康問題並沒有系統上的防治和治療方法。[4]
- 火星的平均溫度在186与268 K（零下87°C与5°C）之间，相較於地球的最低溫紀錄（零下89.2°C，南極洲），要寒冷得多。[5][6]
- 火星離太陽較遠，其大氣層所接收的太陽能（太阳常数）大約只有地球所接收的一半。不过，火星并没有浓厚的大气层和磁圈阻挡太阳辐射。
- 火星的軌道離心率較地球為大，造成氣溫與太陽輻射的變化較大。
- 目前火星上的大氣壓只有約7.5百帕，远低于阿姆斯壯極限的61.8百帕，不足以讓人類在未配備壓力設備的狀況下生存。由於火星地球化工程屬於長期的計畫，短期內火星上的人造建築都必須如同太空飛行器一样，配有壓力設備，維持約300至1000百帕氣壓。
- 火星大氣层中有95％的二氧化碳，3％的氮，1.6％的氬氣和其它氣體的痕跡，包括共計小於0.4％的氧氣。
- 火星空氣的二氧化碳分压有7.1百帕，而地球的二氧化碳分壓是0.31百帕。若二氧化碳分壓高於約1毫巴,人類會發生二氧化碳中毒。即使是植物，在二氧化碳遠高於1.5毫巴的環境也會有中毒徵狀。這意味著火星的空氣不利於地球的植物和動物生存。
- 火星上的磁場極小，所以，火星干扰太陽風的能力不足。

## 火星环境

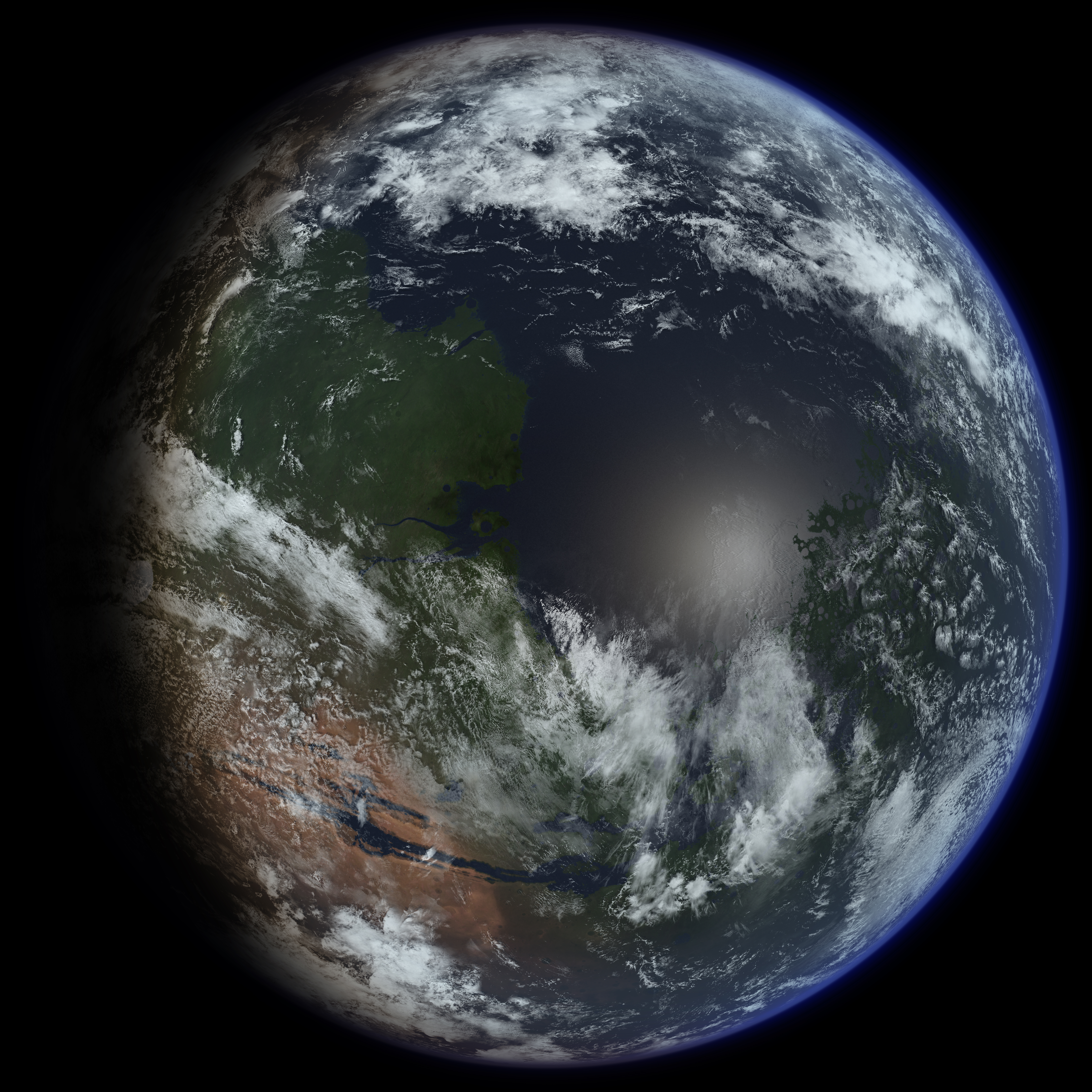
火星经过经过地球化改造后的概念图。

探火卫星、NASA探险车收集到的数据显示，火星对人类而言并不舒适。地球大部分地方都与火星大为不同，只有南极在温度方面和火星比较接近。气压极低，二氧化碳极多（地球二氧化碳含量较低），几乎没有氧气（21%的地球空气都是氧气），重力较低，火星表面間歇性存在液態水。都是火星与地球之间的其中一些不同之处。尽管如此，部分人仍然认为，人类还是可以在火星居住的。人类若要在火星居住，就要在人造建筑当中生活。未来人类可能会亲自探索火星，不过，人类能否在火星永久居住这个问题，目前仍然没有答案。

### 地球化
人类未来可能会对火星进行地球化改造，令各种生物得以在火星表面独立生存。在維京人號的實驗中對於火星土壤是否存在生命尚未有定論。2012年4月，有报道称，德国航空太空中心的火星模拟实验室（Mars Simulation Laboratory）对苔藓和蓝菌进行了模拟火星环境实验，结果显示，苔藓和蓝菌具有惊人的生存、适应能力 。

## 辐射
火星并没有完整磁场。同时，火星也没有浓厚的大气层。因此，火星会接收到大量的游离辐射。载有火星辐射环境实验仪（Mars Radiation Environment Experiment）的NASA探测卫星2001火星奥德赛号曾在火星轨道探测到极高的辐射，其数值比国际空间站的高出2.5倍。火星每日平均辐射达到22毫拉德（Millirad），每年平均辐射达到0.08戈瑞。太空人在火星辐射下进行三年活动所吸收的辐射会接近NASA的安全限额。火星表面的辐射指数较低，各处的指数，视乎高度、磁场，并不一样。在地下建筑生存空间会减少人类吸收辐射（可以在现成的熔岩管建造建筑）。
太阳质子事件发生时，火星的辐射会较平时高。地球附近的观测器并不能侦测到所有的太阳质子事件，因为它具有定向性。在火星活动的太空人有可能因而遇到危险。
人类目前对太空辐射知之甚少。2003年，NASA林顿·约翰逊太空中心开始在布鲁克黑文国家实验室的太空辐射实验室（Space Radiation Laboratory）运用粒子加速器模拟太空辐射。有关人员在实验室研究了太空辐射对受到屏蔽技术保护的生物的影响。最初，实验人员发现较低的慢性太空辐射并不如预料中危险，辐射甚至对生物产生了放射激效（Radiation Hormesis）这种正面效果
。后来，实验人员确定，辐射对DNA的伤害比预期中高两倍。太空人在火星执行任务时有可能因此患上癌症或者其他疾病。美国载人太空旅程计划委员会（U.S. Human Space Flight Plans Committee）在2009年发表的报告当中宣称，以现有的科技、没有充裕的资金的状况下，载人火星任务困难重重，NASA正在研究等离子导流罩等等技术，保护太空人。

## 交通

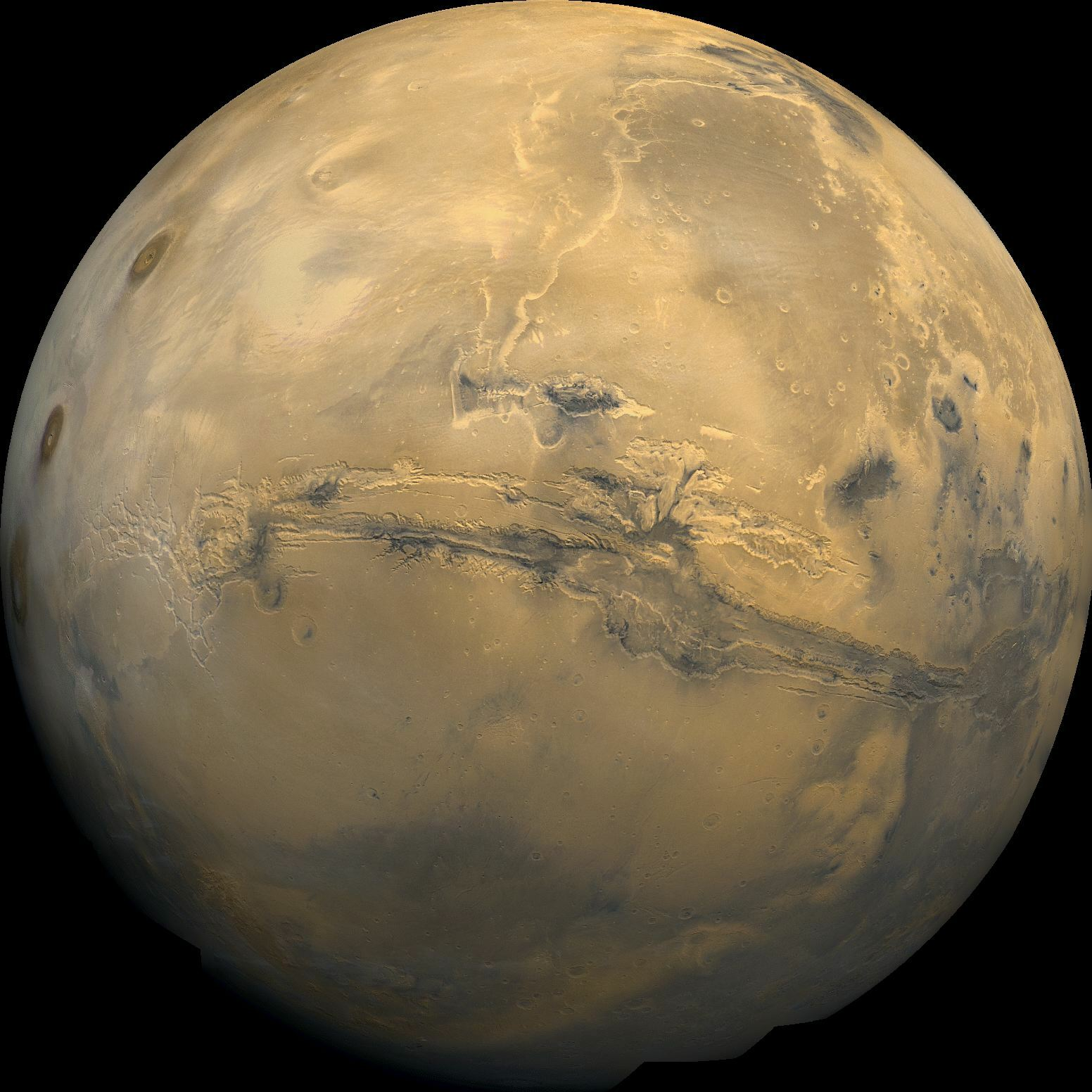
火星，由维京1号摄于1980年。

### 星際飛行
自地球出发，到达火星所需的能量，在各个行星较少，仅次于金星。利用霍曼轉移軌道到达火星大概需要九个月。增加能量、燃油，就能够修改转移轨道，在六到七个月的时间里到达火星。载有无人探测器的火箭就采用了这种方法缩短飛行时间。以目前的科技将飞行时间进一步缩短到六個月以下并不现实，不过，这一目標在未来可借助可变比冲磁等离子体火箭、核热火箭等等技术实现。采用前一种技术，四十天内就能达到火星；采用后一种技术，两个星期内就能达到火星。缩短飞行时间的另一种方法是采用速度不断加快的推进器，如太阳帆和离子推进器。
太空人在飞行期间需要受到保护，因为游离辐射和太阳风都会损害人体DNA，提高患癌风险。科学家估计，长期进行星际飞行，患癌风险会增加1到19%。男性的患癌风险是3.4%，而女性的患癌风险则更加高，因为女性的腺体组織较大。

### 登陆火星
火星重力比较輕，是地球重力的0.38倍，但大气则非常稀薄，只有地球大气的1%。和月球相比之下較重的重力和大氣層帶來的空氣阻力影響，使得像阿波羅任務那種重型載人且只搭配推進器的登陸策略變得困難。火星稀薄的大气又很难用来进行大气制动來减慢下降速度，這使得載人任務必須使用和以往載人登陸月球或者無人登陸火星都不同的制動和登陸系統。如果奈米碳管之類的建築材料能夠提供130GPa的強度，則可以在火星表面建築太空電梯來運輸人或物資，因此有科学家讨论在火卫一建造电梯的可行性。

## 通讯
火星在中午时与地球通讯比较简单，因为地球当时在火星的地平线之上。NASA和ESA在多个火星轨道飞行器上面，已经安装了通讯设备，换言之，火星已经设有通讯卫星。人类可以在殖民之前发射新卫星代替旧卫星。
火星与地球之间的单向通讯延迟时间，最短3分钟，最长22分钟。而火星-地球实时通讯，则是不切实际的，因为两地之间存在严重的时滞问题。NASA发现，火星与地球在上合（Superior Conjunction）期间可能会断绝，为期两星期。不过，实际通讯情况取决于多个因素，如通讯系统的鏈路餘量和最低數據傳輸速率。现实中，大部分火星的通讯断绝时间长达一个月。
在L4、L5点放置卫星，就应该可以解决这一问题。卫星的造价并不是问题，因为，卫星造价对整个殖民计划的开销来说，微不足道。不过，体积和功率的问题，导致这一设想不切实际。而且，上述地区的固有稳定性虽然有利于卫星保持位置，但是，却会招来尘埃和小行星，令到卫星安全受到威胁。尽管这一地区潜在危险，STEREO的探测卫星仍然能够毫发无损地通过这一地区。斯特拉斯克莱德大学的进阶太空概念实验室与ESA提出了解决问题的方法：在高非开普勒轨道放置一种新式卫星。新式卫星采用小推力推进器，如离子发动机和太阳帆。推进器的作用是修改卫星的固有轨道。即使太阳在地球和火星之间，卫星也能通过离开轨道平面，“悬浮”在火星之上的方式维持两地通讯。卫星因为靠近火星地表，所以没有L4、L5点卫星的问题。而且，卫星仍能维持地球和火星之间的通讯。

## 经济

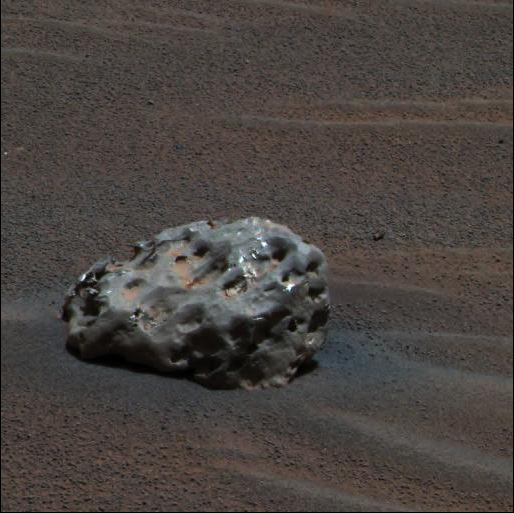
火星地表上的鐵鎳隕石。

就好像新世界的早期殖民地一样，经济取决火星殖民地的成败。火星较弱的重力和优良位置，都为贸易提供了便利。因此，贸易可能会成为推动殖民地发展的动力。火星最终有机会成为出产粮食和小行星带挖矿器械的中心，因为火星拥有一定的体积和丰富的资源。
火星的重力和自转速度适合人类运用现时的物料在它与地球之间建造太空电梯。不过，即使攻克了太空电梯的难点，太空电梯所消耗的能量与火箭差不多，而其速度比不上火箭。
建立殖民地，需要大量的前期投资，这是火星经济的其中一个重大问题。
部分早期火星殖民地可能专门发展地方资源，如冻结水，供其他殖民地使用。地方资源也可以用作兴建房屋。目前所知的其中一种火星矿物，就是鐵鎳陨石形态的还原铁。这一种铁更易于提取。
粪便可能是火星内部贸易的重要商品，假如火星没有生命，那么它的土壤会十分贫乏。在火星土壤足以支持植物生长之前，粪便和其他肥料都会极其重要。
太阳能是火星殖民地其中一个候选能源。火星到太阳的距离，虽然比地球到太阳的距离远，但是，火星的大气层比较稀薄，所以，阻挡的太阳辐射也比较少。
核能也是殖民地的候选能源之一，因为不断将燃油运往火星耗费高昂。核能所产生的热能对殖民地而言，也是珍贵资源。

## 定居地点
科学家认为，火星有多个地区都适合人类居住。

### 极地
火星的南北两极一度引起了科学家的极大兴趣，因为两地的冰帽会随着季节变化。火星奥德赛号发现，北极藏有的水资源最为丰富。不过，纬度较低的地区也有水资源。所以，两极的吸引性有所下降。和地球一样，火星也有极昼和极夜。

### 赤道
火星奥德赛号在阿尔西亚山附近发现了天然洞穴。科学家认为，殖民者可以在这些洞穴居住，避免受辐射和微流星伤害。同时间，赤道也可能藏有地热能源。

### 内陆

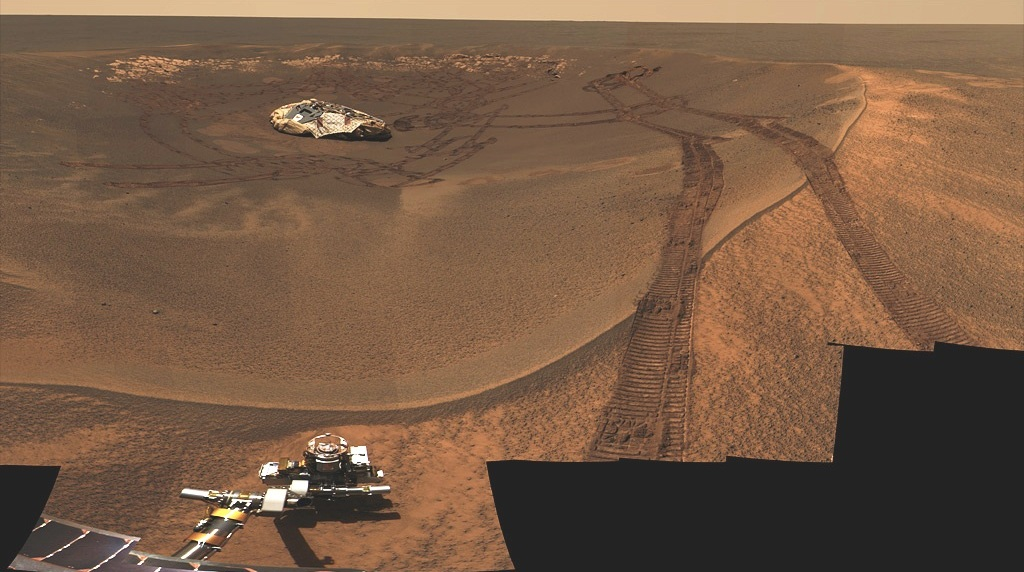
鹰撞击坑，由机遇号摄于2004年。

探索火星的任务仍在进行。火星探险漫游者勇气号和机遇号所采集到土壤和岩石大为不同。由此可见，火星的地质多变，采集资料有助于选择定居地点。火星和地球一样，离赤道越远的地区，气候变化就越大。

### 水手号谷
火星的“大峡谷”水手号谷长度超过3,000公里，平均深度达到8公里。峡谷底部的气压比表面的气压高25%。科学家认为峡谷一度被水淹没，因为有不少河道通往峡谷。

### 熔岩管
人类在火星地表发现了多个熔岩管的入口。可以从地球的同类通道推断出，熔岩管有足够的长度保护入内居住的太空人，免受辐射伤害。同时间，熔岩管也比较容易进行封闭工程。

## 支持团体
有多个团体因为多个理由，推动火星殖民计划。当中历史最悠久的是火星学会（Mars Society）。学会在一直在鼓励NASA进行火星载人任务，并且在加拿大和美国建立了火星模拟研究站。另一个同类团体是以推动私人载人任务的MarsDrive。同样支持殖民火星的Mars to Stay，制定了计划。首先将太空人运送到火星，然后再决定是否在火星定居。太空人届时会将紧急离开之用的飞船改为房屋。Mars One也是同类团体，计划在2023年建立第一个完全投入运作的人类殖民地。SpaceX民營太空火箭公司也計畫在2024年進行火星殖民任務。

## 无人先行任务
勇气号、机遇号、好奇号等非载人航天器可以为建立人类殖民地做好准备。探测车能够寻找地下水及其他资源，促进殖民地发展。车辆寿命短则数年，长则数十年。商业航天的近期发展显示，私人机构在未来也可能拥有探险车。采用机械人进行任务，花费较小，政治风险也较低。
无人航天器可以通过储存燃油、氧化剂、食水、建筑材料等等消耗品，为未来的任务打下基础。航天器也可以在火星上兴建能源、通讯、居住、供热和制造设施，方便太空人执行任务。
2001火星探勘者登陆艇（Mars Surveyor 2001 Lander）的任务包括利用火星大气制造氧气，测试太阳能电池，以及找出减轻火星尘埃对动力系统的影响的方法。

## 早期载人任务
1948年，沃纳·冯·布劳恩在火星计划（Das Marsprojekt）一书中提出用1000支三节火箭建立一个包含10艘太空船的船队。船队可以运载70个太空人到火星执行任务。
NASA、RKA和ESA都没有建立殖民基础的载人火星计划。三个机构只想进行探索活动，无意执行殖民任务，正如阿波罗计划的一系列任务，目标是探索月球，而非殖民月球一样。
人类若要殖民火星，就要建立一个有自立能力的永久基地。罗伯特·祖布林（Robert Zubrin）的直击火星（Mars Direct），是有关计划中最为著名的一个。
而吉姆·麦克莱恩（Jim McLane）和巴斯·朗斯多普（Bas Lansdorp）则提出了另一个计划，不过计划参与者无法返回地球。
火星学会（Mars Society）在2000年开始进行火星模拟研究站项目（Mars Analogue Research Station Programme），在加拿大德文岛和美国犹他州兴建设施，根据直击火星计划，进行试验。科学家设想中的火星建筑一般包括制造氧气和推进剂的设施。

## 流行文化
不少科幻作品以火星殖民為主題

### 小說
- 火星三部曲

### 影視作品
- 全面回忆
- 火星時代
- 機動戰士鋼彈 鐵血孤兒
- 機動戰士鋼彈AGE

### 電子遊戲
- PlanetBase（英语：PlanetBase）星球基地

使命召唤13无限战争

## 外部連結
- Mars Society （页面存档备份，存于）
- Our Mars
- The Planetary Society: Mars Millenium Project （页面存档备份，存于）
- 4Frontiers Corporation
- MarsDrive Consortium （页面存档备份，存于）
- The Mars Foundation™ （页面存档备份，存于）
- Google Mars （页面存档备份，存于）
- 我们应当殖民火星吗？–英文维基学院的一场维基人辩论